# Alessandro Maiorino
Alessandro Maiorino (Roma, 5 febbraio 1965) è un bassista e compositore italiano.

## Biografia
Bassista e contrabbassista eclettico, Alessandro Maiorino ha studiato improvvisazione ad Amsterdam ed è attivo sulla scena jazz dai primi anni 90. Di origine romana, vive e suona a Torino da molti anni.
Annovera fra le sue esperienze professionali alcune incursioni nel mondo del rock, fra cui un tour in Spagna e Irlanda nel 1995 con Manu Chao nella sua prima band post-Mano Negra, e dell'hip-hop, fra cui un tour in Spagna e Cuba nel 2004 con la band italo-ispano-cubana La Fresk-Base Llena..
Ha partecipato a numerosi progetti musicali e numerose incisioni, ha avuto la possibilità di collaborare con grandi musicisti nazionali ed internazionali e di suonare in club e festival jazz e rock tra cui Paesi Bassi, Francia, Belgio, Spagna, Irlanda, Etiopia, Cuba, oltre che in Italia.
Insegna contrabbasso, basso elettrico ed improvvisazione da più di dieci anni, collaborando con diverse scuole in Piemonte ed in particolare con la succursale dell'Accademia Musicale Lizard di Fiesole. Dal 1996 è docente di contrabbasso jazz per il progetto di seminari musicali nelle scuole superiori di Torino, "Le Chiavi della Musica", ideato dal giornalista e docente Marco Basso, finanziato dal Comune di Torino. Dal 1998 è docente di basso elettrico presso i Corsi di Formazione Musicale del Comune di Torino e dal 2005 è docente di basso elettrico e contrabbasso presso la Scuola di Formazione e Orientamento Musicale della "Fondazione Istituto Musicale" di Aosta.

## Collaborazioni
Ad oggi, stabilmente o occasionalmente, ha collaborato con: Sheryl Bailey, Gianni Basso, Baustelle, Stephane Belmondo, Flavio Boltro, Silvano Borgatta, Fabrizio Bosso, Jeff Boudreaux, George Brown, Rossana Casale, Manu Chao,   Jesse Davis, Elton Dean, Dena De Rose, Sangoma Everett, Antonio Faraò, Paolo Fresu, Roberto Gatto, Tiziana Ghiglioni, Maurizio Giammarco, Steve Grossman, Billy Hart, Michele Hendricks, Paul Jeffrey, Dado Moroni, Eliades Ochoa, Lino Patruno, Dick Pearce, Enrico Pieranunzi,, Enrico Rava, Larry Schneider, Pietro Tonolo, Gianluigi Trovesi.

## Partecipazioni a festival
Ha partecipato a vari festival internazionali fra cui: Terneuzen (Paesi Bassi '91, '93), Ivrea '93, '96, '97, 2002, Belfast '95, Clusone '96, Berchidda '97, Torino JVC '98, Padova '98, Urbino '98, Roma JVC '98, '99, Aosta 2000, '01, Catania e Messina 2000, Stresa 2001, Brescia 2002, Valtellina Jazz 2002, Udine jazz 2002, Gibellina 2003, Piacenza 2004, Madrid “Festimad” (Spagna 2004), L'Avana “Verano para ti” (Cuba 2004)

## Incisioni
- Giorgio Li Calzi: “Giorgio Li Calzi” (Philology) 1994
- Giorgio Li Calzi: “La Nuit Americaine” (Philology) 1996
- Giorgio Li Calzi: “Santa Lucia” (Polosud) 1997
- Barbara Raimondi Quartetto: "Vita da Altoparlante" (Philology) 1998
- Giorgio Li Calzi Quintet: "Imaginary Film*Music" (Philology) 1999
- Giorgio Li Calzi: “Autoloop” (BMG Ricordi) 2000
- Guido Canavese Trio: “Zoe” (Jazz Mobile Records) 2001
- Gianni Cazzola Bop Quintet: “Blakey Sounds” (Splasc(h) Records) 2001
- Blob Quintet:: “Mon Dieu” (L'Eubage Editions) 2001
- Roberto Taufic Quintet: “Real Picture” (Music Center snc * Real Records BA CD 044) 2002
- Giorgio Li Calzi: “Tech * Set” (Il Manifesto Edizioni) 2003
- Francesca Sortino: “Kiss Me” (Sugar) 2003
- Arnoldo Foà, Giuseppe Nova, Rino Vernizzi, Giorgio Costa, Alessandro Maiorino, Renato Semolini: "Storie di Tango" Le musiche di Astor Piazzolla, le parole di Jorge Luis Borges” (Edizioni Suonare News) 2003
- Beppe Barbera Quartet: “Live in Bergamo” (L'Eubage Editions) 2004
- Barbara Raimondi Quartetto: “Troppo rumore” (Nuvole in Viaggio) 2005
- Giuseppe Panzella: “Sussongs” (Abeat Records) 2005
- AAVV Piemontegroove: “A dance electronic music community – Vol.2” (2006, Piemontegroove)
- Venegoni & Co.: “Planetarium” (2006, Electromantic Music – Rai Trade)
- Baustelle: “Amen” (2008, Warner Music Italia)
- Barbara Raimondi: “Accoppiamenti giudiziosi” (2008, Dodicilune)
- Baustelle: "I mistici dell'Occidente" (2010, Warner)
- Cigalini-Tessarollo-Maiorino-Minetto: "Italian melodies in jazz" (2010)